# Ionis Education Group
IONIS Education Group – największe we Francji konsorcjum uczelni prywatnych grupujące 29 szkół, do których uczęszcza 35 tys. studentów.